# Glycymerita
Glycymerita is een geslacht van uitgestorven tweekleppigen uit de familie van de Glycymerididae.

## Soorten
- Glycymerita concava (P. Marshall, 1917) †
- Glycymerita cordata (Hutton, 1873) †
- Glycymerita hurupiensis (Marwick, 1923) †
- Glycymerita huttoni (Marwick, 1923) †
- Glycymerita kaawaensis (Marwick, 1923) †
- Glycymerita manaiaensis (Marwick, 1923) †
- Glycymerita marwicki (Matsukuma & Grant-Mackie, 1979) †
- Glycymerita organi (L. C. King, 1934) †
- Glycymerita rangatira (L. C. King, 1934) †
- Glycymerita rectidorsalis (Marwick, 1931) †
- Glycymerita robusta (Marwick, 1923) †
- Glycymerita subglobosa (Suter, 1917) †
- Glycymerita thomsoni (Marwick, 1929) †
- Glycymerita tohunga (L. C. King, 1934) †